# Kyffhäuser
El Kyffhäuser (pronunciación en alemán: /ˈkɪfˌhɔɪ̯zɐ/, a veces también denominado Kyffhäusergebirge) es una cordillera ubicada en la Alemania Central, compartida por los estados de Turingia y Sajonia-Anhalt, al sureste de las montañas Harz. Alcanza su punto más alto en el Kulpenberg con una elevación de 473,4 metros. La cordillera es el sitio del Castillo de Kyffhausen medieval (Reichsburg Kyffhausen) y el Monumento Kyffhäuser del siglo XIX; tiene importancia en la mitología tradicional alemana como el lugar de descanso legendario del emperador Federico Barbarroja.

## Geografía
El sistema montañoso menor del Kyffhäuser (en alemán también llamado Kyffhäusergebirge –sierra del Kyffhäuser– o Kyffhäuserwald –bosque del Kyffhäuser–)  se encuentra en Alemania Central, al sur del macizo montañoso del Harz. Es un sistema montañoso menor, ya que su altura máxima se encuentra en el Kulpenberg con 473,6 m sobre el nivel del mar, así las alturas sobre nivel del mar varían entre 170 a los 470 m en toda el área. La extensión es aproximadamente 70 km².
Políticamente pertenece en su mayor parte a los estados de Turingia, (distrito de Kyffhäuser) y en el extremo norte también al estado de Sajonia-Anhalt (distrito de Mansfeld-Südharz). 
Al norte del Kyffhäuser se encuentra la llanura del Goldene Aue, la cual separa el macizo montañoso del Kyffhäuser del Harz y forma la parte central de la cuenca del río Helme. Toda a ladera norte del Kyffhäuser pertenece a dicha cuenca. Aquí en el noroeste se encuentra la laguna de la presa del río Helme (en alemán llamado Helmestausee o Talsperre Kelbra). A pie del cerro Altendorfer Klippen en el noroeste del sistema montañosa Kyffhäuser se encuentra la ciudad de Kelbra. También aquí en el noroeste se encuentra el cerro Rothenburgberg con el castillo Rothenburg.

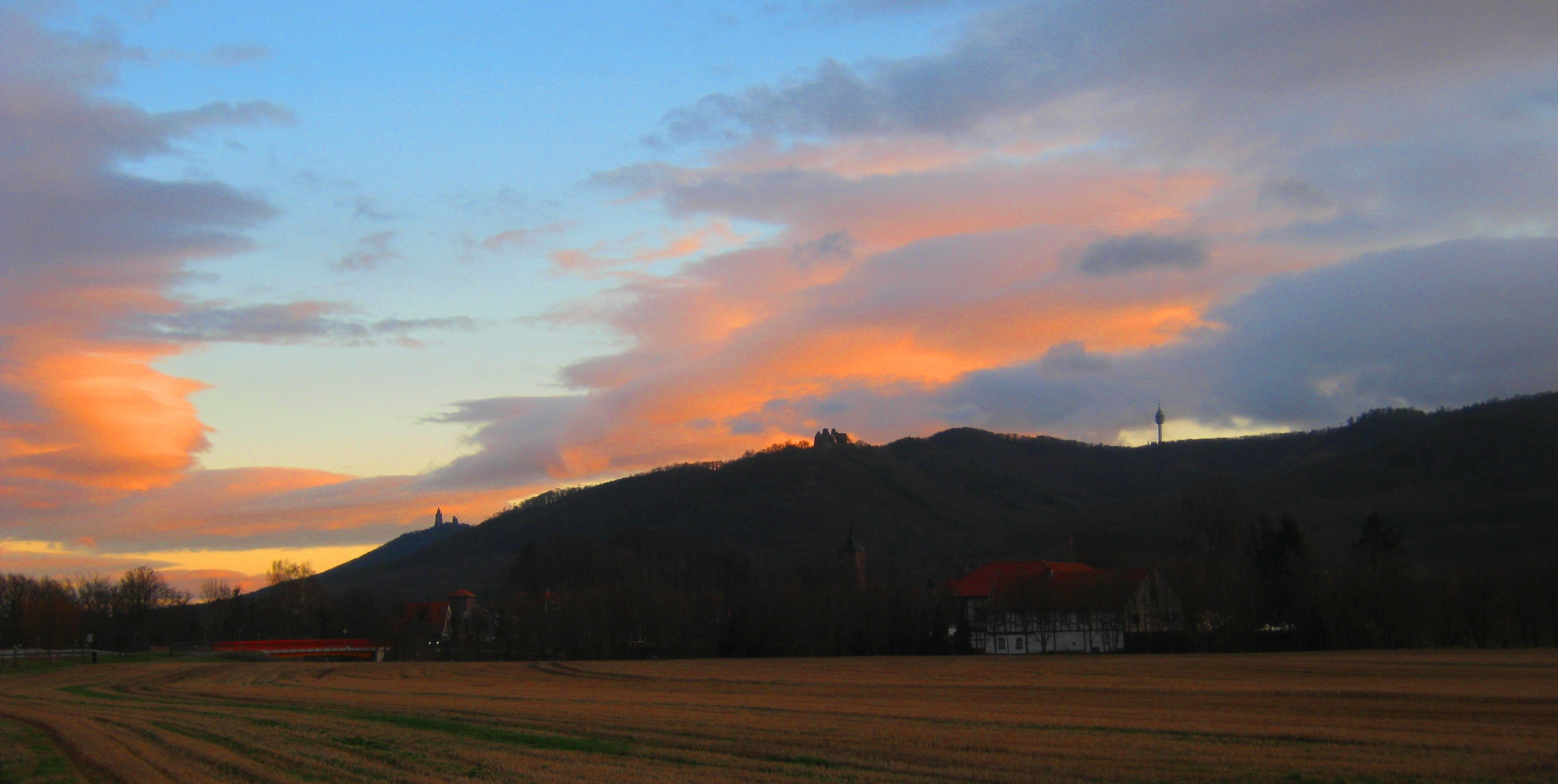
Las montañas Kyffhäuser vistas desde el noroeste, punto de vista del fotógrafo: Carretera federal (Bundesstrasse) numero 85, también llamada carretera de la cerveza y de los castillos (Bier- und Burgenstrasse) en el tramo entre Berga y Kelbra. En el extremo izquierdo Reichsburg Kyffhausen con el monumento Kyffhäuser; en el centro el castillo Rothenburg delante la torre de televisión Sender Kulpenberg. Directamente debajo de Rothenburg se encuentra la iglesia municipal de Sankt Georgii de Kelbra y, a su derecha, en el luminoso edificio, se encuentra la casa con entramado de madera de Weidenmühle (molino de los sauces) a orillas del río Helme.

Al norte del macizo Kyffhäuser se encuentra la aldea Sittendorf, al noreste las aldeas Tilleda y Hackpfüffel. A orillas de Tilleda, sobre la loma del Pfingstberg se levanta el reconstruido antiguo palacio imperial Pfalz Tilleda. Ya arriba en el macizo montañoso encima de Tilleda, se encuentra sobre el cerro Kyffhäuserberg el castillo Reichsburg Kyffhausen, el cual protegía antiguamente dicho palacio imperial. Allí en medio de las ruinas de este enorme castillo se levanta desde más de un siglo el Monumento Kyffhäuser.
En la orilla del extremo oriente del Kyffhäuser se encuentra la aldea de Ichstedt, y al sureste Udersleben. Ambos (Ichstedt y Udersleben) se ubican en la cuenca del arroyo Kyffhäuserbach. 
Al sur del macizo Kyffhäuser se encuentra la llanura Diamantene Aue, la cual abarca la cuenca del río Kleine Wipper, la cual es la prolongación del Badraer Bach /Thaleber Bach, pero que en forma artificial lleva parte de agua del río Wipper.
Sobre la orilla sur del Kyffhäuser  están en el sureste la aldea Esperstedt (Kyffhäuser), al sur la ciudad Bad Frankenhausen y al suroeste las aldeas Rottleben (Kyffhäuserland) y Bendeleben (Kyffhäuserland).

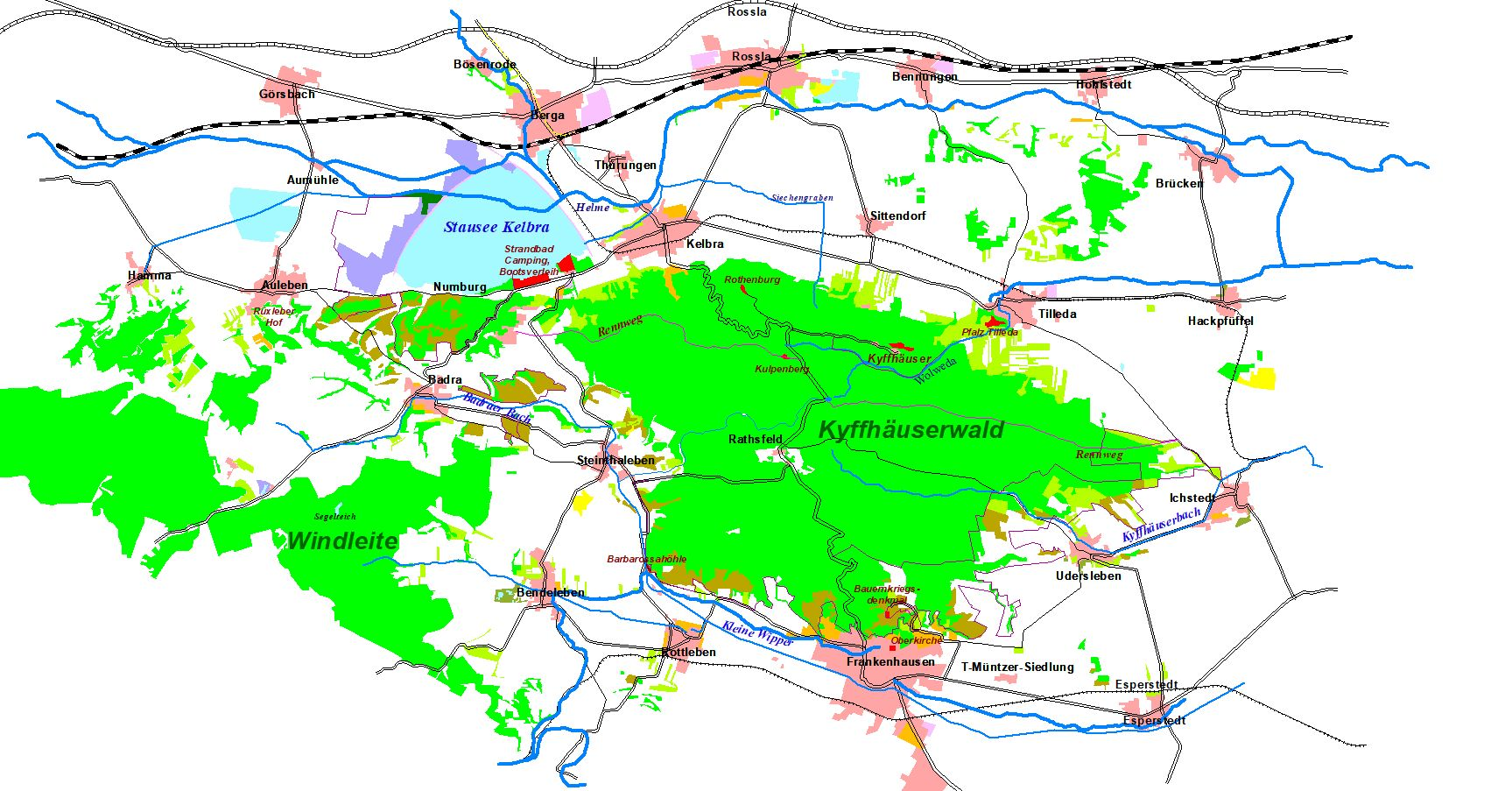
Macizo montañoso Kyffhäuser con poblaciones.

En la orilla oeste sobre el arrollo Badraer Bach / Thaleber Bach se encuentran las aldeas Steinthaleben y Badra. Allí en el oeste del Kyffhäuser el macízo montañoso continua, confluyendo en el macizo montañoso Windleite, lo cual es la prolongación oeste del Kyffhäuser.separado por el mismo arroyo Badraer Bach / Thaleber Bach y la carretera que comunica las aldeas Badra con Auleben. 
El río Helme con el arroyo Wolweda y  Kleine Helme en el Norte, el arroyo Kyffhäuserbach en el sureste y el arroyo Badraer Bach / Thaleber Bach / Kleine Wipper en el sur son afluentes al río Unstrut, quiere decir que el sistema macizo Kyffhäuser está enteramente en la cuenca de este mismo río.

## Áreas naturales protegidas
Dentro des macizo Kyffhäuser y en su entorno existen numerosas áreas naturales protegidas de diferentes categorías, muchas de las cuales se entrelazan. 

#### Natura 2000 FFH (Hábitat de Flora y Fauna)
– área protegida: “Kyffhäuser – Badraer Schweiz – Solwiesen” (DE-4632-302) con una superficie de 33,82 km². 
Dentro de esta área protegida se encuentran las siguientes reservas naturales:
- Badraer Schweiz – Schlossberg – Solwiesen: con 5,415 km²; CDDA 165 423
- Badraer Lehde – Grosse Eller, con 0,819 km², CDDA 162 322
- Rothenburg: con 4,023 km², CDDA 14.472
- Süd-West Kyffhäuser, con 8,317 km², con CDDA 319 180
- Süd-Ost Kyffhäuser, con 4,429 km², con CDDA 319 179
- Ichstedter Lehde con 3,521 km² , con CDDA 318 585

#### Santuarios de aves
- Helmestausee Berga-Kelbra, con 7,84 km², CDDA 4531-401 (corresponde al área de protección Ramsar 176 en el territorio de Sajonia Anhalt)
- Kyffhäuser - Badraer Schweiz - Helmestausee, con 37,81 km², CCDA 4531-403, corresponde al área de protección Ramsar 176 en el territorio de Turingia, así como al área FFH "Kyffhäuser - Badraer Schweiz - Solwiesen" con todas sus reservas naturales
- Dickkopf - Bosque Bendeleber - Gatterberge, con 12,26 km², en el este de Windleite, al oestey y sur de Bendeleben y en la reserva natural de Gatterberge (0,444 ha, CDDA 318 426)
- Tierras bajas de Helme-Unstrut, con 17,65 km², CCDA 4633-420, con los humedales entre Esperstedt y Seehausen (Esperstedter Wiesen), al sur de Ringleben y al este de Artern (triángulo Artern - Kalbsrieth - Heygendorf)
Muchas áreas están sobrepuestasy aparecen en varias categorías. Algunas áreas están protegidas desde 1928. 

#### Naturpark Kyffhäuser (parque natural)
El parque natural de Kyffhäuser, con una superficie de 8.317 km², incluye toda la montaña Kyffhäuser, el noroeste de Windleite (al norte de la carretera Badra-Sondershausen), el Esperstädter Wiesen, todas las superficies administradas por las comunidades de Badra, Steinthaleben, Bendeleben, Rottleben, Göllingen, Hachelbich, Günseode y Udersleben; toda la zona boscosa de Hainleite entre la carretera  Grossfurra-Immenrode hasta la Thüringer Pforte, donde el Río Unstrut atraviesa la cadea montañosa del Hainleite. Las zonas militares de Bad Frankenhausen y Sondershausen están excluidas del Naturpark Kyffhäuser, aunque están rodeados por esta unidad territorial.

#### Landschaftsschutzgebiet Kyffhäuser (LSG), (áreas de protección del paisaje)
El LSG Helmestausee Berga-Kelbra, con 10,97 km²; CDDA 321 537; existe únicamente en la parte del territorio de Sajonia Anhalt de la región. Esta zona de protección paisajística contiene la correspondiente zona Ramsar, así como todo lo que se encuentra al oeste de la carretera Berga-Kelbra y al sur de la carretera Kelbra-Tilleda y también al sur de la zona Ramsar del embalse hasta la frontera estatal. Esto también incluye los huertos y bosques al sur de Kelbra, Sittendorf y Tilleda.
LSG Kyffhäuser: con 54,75 km², CDDA 322 381, sólo en el territorio de Turingia: en la zona Goldene Aue contiene la correspondiente zona Ramsar, extendida hasta las ciudades de Heringen y Hamma, en la zona montañosa incluye toda la parte de Turingia el de las montañas Kyffhäuser y Windleite.
Ambas áreas de protección paisajística forman una sola unidad, con un polígono común de 65,72 km².

#### Sitio protegido internacional Ramsar número 176
El sitio protegido a nivel internacional (Sitio Ramsar) número 176 Helmestausee Berga-Kelbra. Esta área protegida existe desde 1978 y está bajo la Convención de Ramsar. Contiene todo el embalse de Kelbra con el área de inundable designada al oeste. La superficie total es de 14,53 km². Partes de esta área protegida coinciden con las áreas protegidas mencionadas anteriormente.[23]

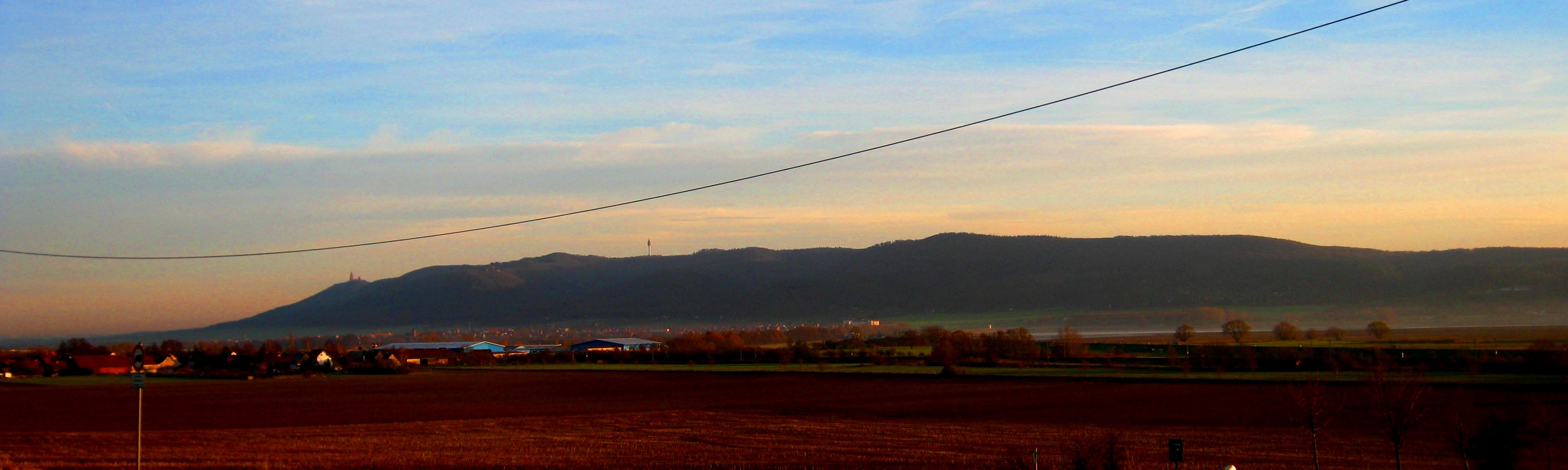
Kyffhäusergebirge von Nordwesten.

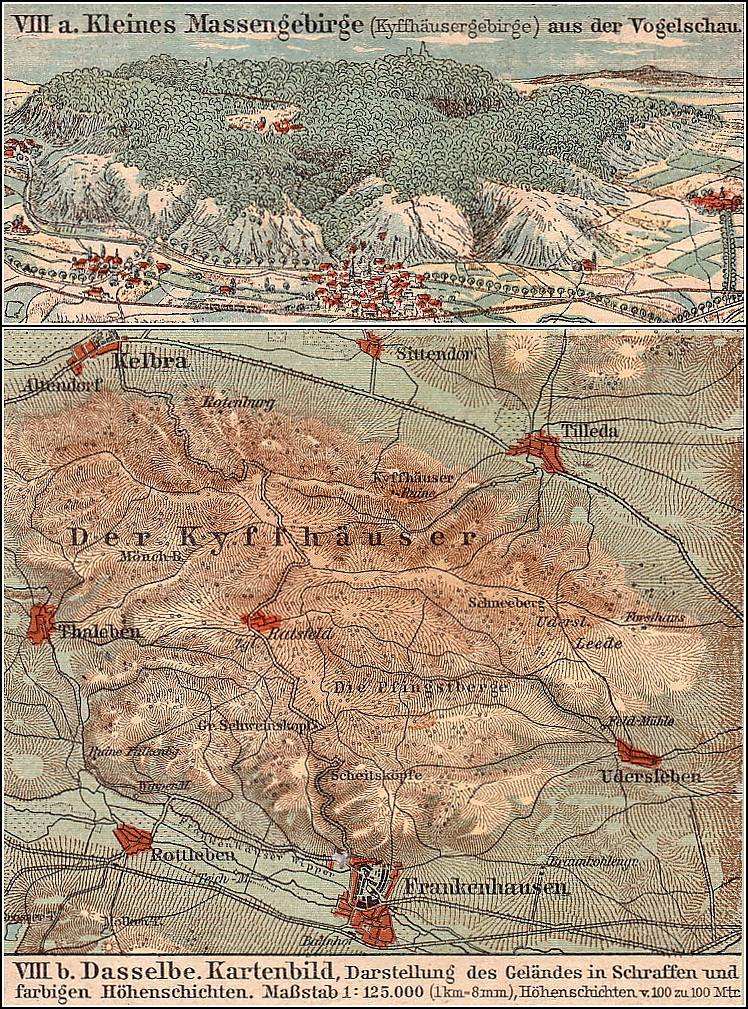
Mapa histórico del Kyffhäuser